# Славин, Ким Николаевич
Славин Ким Николаевич (25 февраля 1928, Ленинград — 14 февраля 1991, Ленинград) — советский живописец, член Ленинградского Союза художников.

## Биография
Ким Николаевич Славин родился 25 февраля 1928 года в Ленинграде, куда его родители со старшими детьми переехали из Тверской губернии. В 1947 году окончил в Ленинграде художественное училище, получив диплом мастера живописно-декоративных работ. В 1947 был зачислен студентом Ленинградского художественно-промышленного училища, вскоре получившего статус высшего учебного заведения, а с 1953 года известное как Высшее художественно-промышленное училище имени В. И. Мухиной. Занимался у педагогов Петра Сидорова, Глеба Савинова, Анатолия Казанцева, Петра Бучкина.
В 1952 году женился на студентке факультета керамики Нине Пещеровой (в замужестве Славиной), впоследствии известной керамистке, главном художнике Ленинградского фарфорового завода имени М. Ломоносова. В 1953 году окончил ЛВХПУ по мастерской Анатолия Казанцева, представив дипломную работу — эскиз росписи Зимнего стадиона в Ленинграде. После окончания учёбы работал в Государственных реставрационных мастерских. С 1958 года участвовал в выставках, экспонируя свои работы вместе с произведениями ведущих мастеров изобразительного искусства Ленинграда. Писал пейзажи, натюрморты, портреты, жанровые композиции. Получил известность и признание как мастер лирического пейзажа. Автор картин «У окна», «Сосенки» (обе 1958), «Завтрак», (1959), «Серебристый натюрморт», «Осень. Натюрморт» (1961), «Мокрые копны» (1960), «Ленинградский мотив» (1962), «Портрет художника-фарфориста Н. П. Славиной», «Чай. Натюрморт», «Трускавец» (все 1964), «Девушка из Псковской области» (1965), «Праздничный стол» (1967), «Россия», «Цветение», «Натюрморт с веткой черёмухи» (все 1968), «Святой Георгий. Зима», «Красные гвоздики», «Красный дом», «Иней» (все 1969), «Весна», «Черёмуха» (обе 1972), «У реки» (1973), «Белая ночь. Запорожское», «Середина лета», «Весенние косогоры», «Пробуждение» (все 1974), «Весна. Черёмуха» (1977), «Край любимый», «Улетают журавли» (обе 1979), «Портрет Н. Славиной» (1985), «Голубой натюрморт» (1986), «У окна» (1988) и других. На протяжении почти полувека вёл подробные дневниковые записи, опубликованные уже после смерти художника его вдовой Н. Славиной.
В начале 1990-х годов работы К. Н. Славина в составе экспозиций произведений ленинградских художников были представлены европейским зрителям на целом ряде зарубежных выставок.
Скончался 14 февраля 1991 года в Ленинграде на 63-м году жизни. Похоронен на кладбище Памяти жертв 9-го января. 
Произведения К. Н. Славина находятся в Государственном Русском музее, в музеях и частных собраниях в России, Франции, Японии и других странах.

## Выставки
- 1958 год (Ленинград): Осенняя выставка произведений ленинградских художников.
- 1960 год (Ленинград): Выставка произведений ленинградских художников.
- 1960 год (Москва): Советская Россия. Республиканская художественная выставка.
- 1961 год (Ленинград): Выставка произведений ленинградских художников.
- 1962 год (Ленинград): Осенняя выставка произведений ленинградских художников.
- 1964 год (Ленинград): Ленинград. Зональная выставка.
- 1965 год (Ленинград): Весенняя выставка произведений ленинградских художников.
- 1972 год (Ленинград): По Родной стране. Выставка произведений ленинградских художников.
- 1974 год (Ленинград): Весенняя выставка произведений ленинградских художников.
- 1975 год (Ленинград): Наш современник. Зональная выставка произведений ленинградских художников.
- 1975 год (Москва): Советская Россия. Пятая республиканская выставка.
- 1976 год (Москва): Изобразительное искусство Ленинграда.
- 1977 год (Ленинград): Выставка произведений ленинградских художников, посвящённая 60-летию Великого Октября.
- 1980 год (Ленинград): Зональная выставка произведений ленинградских художников.
- 1988 год (Ленинград): Выставка произведений живописи художников Российской Федерации "Интерьер и натюрморт".
- Март 1992 года (Париж): Выставка «Санкт-Петербургская школа».
- Февраль 1993 года (Брюссель): Выставка «Русские художники».
- 1997 год (Санкт-Петербург): Связь времён. 1932—1997. Художники — члены Санкт-Петербургского Союза художников России.